# Legea Magnitsky
Legea Magnitsky este o lege bipartinică aprobată de Congresul SUA și promulgată de către președintele Barack Obama în decembrie 2012, vizând pedepsirea oficialilor ruși responsabili de moartea contabilului fiscal rus Serghei Magnitski într-o închisoare din Moscova în 2009. 
Din 2016, legea se aplică la nivel global, autorizând guvernul american să sancționeze pe acei oficiali pe care îi consideră că au încălcat drepturile omului, înghețându-le bunurile și interzicându-le să intre în SUA . 

## Istoric
În 2009, contabilul fiscal rus Serghei Magnitski a murit într-o închisoare din Moscova, după ce investigase o fraudă de 230 de milioane de dolari care implica oficialii fiscali ruși. Ca urmare, Magnitski însuși este acuzat de comiterea fraudei și închis. În timp ce se afla în închisoare, Magnitski dezvoltă pietre la fiere, pancreatită și colecistită, dar i se refuză tratamentul medical timp de câteva luni. După aproape un an de închisoare, este bătut în arest până la moarte  . Prietenul lui Magnitski, Bill Browder, un important om de afaceri american, care lucrează în Federația Rusă, după prăbușirea URSS, a făcut public cazul și a făcut lobby pe lângă oficialii americani pentru a adopta legea care să sancționeze persoanele ruse implicate în corupție și în încălcarea drepturilor omului. Browder a adus cazul Senatorilor Benjamin Cardin și John McCain, care au procedat la propunerea legii. 

## Legea
În iunie 2012, Comisia pentru afaceri externe a Camerei Statelor Unite a raportat Camerei un proiect de lege numit Sergei Magnitsky Rule of Law Accountability Act din 2012 (HR 4405). Principala intenție a legii a fost pedepsirea oficialilor ruși responsabili de moartea lui Serghei Magnitski prin interzicerea intrării lor în Statele Unite și a utilizării sistemului bancar. Legea a fost preluată de un complet al Senatului în săptămâna următoare .                                       Browder a scris mai târziu că Legea Magnitsky a găsit un sprijin rapid bipartinic, deoarece corupția expusă de Magnitski era flagrantă, dincolo de orice dispute, și „[aici] nu a existat un lob pro tortură și pro crimă în Rusiacare să se opună”  p. 329.
În noiembrie 2012, prevederile proiectului de lege Magnitsky au fost atașate la un proiect de lege  (HR 6156) care normaliza comerțul cu Rusia (adică abrogarea amendamentului Jackson– Vanik ) și Moldova. La 6 decembrie 2012, Senatul SUA a adoptat versiunea Legii 92–4.  Legea a fost semnată de președintele Barack Obama la 14 decembrie 2012.     
În 2016, Congresul a adoptat Actul Global Magnitsky, care permite guvernului american să sancționeze oficialii guvernelor străine implicați în încălcarea drepturilor omului oriunde în lume . 

## Persoanele afectate
Administrația Obama a făcut publică o listă de 18 persoane afectate de lege în aprilie 2013.    
 
Persoanele incluse pe listă sunt: 
- Artem (aka Artyom) Kuznetsov, controlor fiscal guvernamental
- Pavel Karpov, investigator principal al Ministerului Afacerilor Interne
- Oleg F. Silchenko, investigator al Ministerului Afacerilor Interne
- Olga Stepanova, șefa Biroului Fiscal
- Ellena Stașina, judecător care a prelungit detenția lui Magnitski
- Andrei Peceghin, deputat
- Aleksei Droganov, deputat
- Elena Himina, oficial la Fisc
- Dmitri Komnov, directorul penitenciarului
- Aleksei Krivoruciko, judecător
- Oleg Logunov, judecător
- Serghei G. Podoprigorov judecător
- Ivan Pavlovici Prokopenko
- Dmitri M. Tolcinski
- Svetlana Uhnaliova
- Natalya V. Vinogradova
- Kazbek Dukuzov, cecen achitat de uciderea disidentului Paul Klebnikov
- Lecia Bogatîrov, implicat de autoritățile austriece în uciderea disidentului Umar Israilov

Alte persoane străine care au fost sancționate includ: 
- Félix Bautista, senator Republica Dominicană.
- Angel Rondon, înalt funcționar din Republica Dominicană
- Ramzan Kadîrov, guvernatorul Ceceniei
- Abuzaied Vismuradov, commandant al Terek SOBR din Cecenia
- Ruslan Gheremeiev, asociat al lui Ramzan Kadîrov
- Roberto J. Rivas, directorul Consiliului Electoral Suprem din Nicaragua, acuzat de fraude electorale. Este unul din cei mai bogați oameni din una din cele mai sărace țări, Nicaragua.
- Francisco "Chico" Lopez, trezorier al  Frontului Sandinist de Eliberare Națională din Nicaragua
- Fidel Moreno, primar al capitalei Managua, Nicaragua.
- Francisco Diaz, șeful poliției din Nicaragua
- Yahya Jammeh, fost președinte al Gambiei
- Min Aung Hlaing, comandant al Forțelor Armate din Burma
- Soe Win, Comandant Deputat al Forțelor Armate din Burma
- Than Oo, Brigadier General, implicat în conflictul  Rohingya
- Aung Aung, Brigadier General, implicat în conflictul  Rohingya
- Aung Kyaw Zaw, Commandant burmez, implicat în conflictul  Rohingya
- Khin Maung Soe, general burmez, implicat în Masacrul Maung Nu
- Thura San Lwin, șeful Poliției de Pază a Frontierei din Myanmar, implicat în conflictul  Rohingya
- Khin Hlaing, șeful poliției secrete din Myanmar, implicat în conflictul  Rohingya
- Maung Maung Soe, șef militar din  Myanmar, implicat în conflictul  Rohingya
- Gulnara Karimova, fiica fostului lider uzbek Islam Karimov
- Abdulhamit Gül, ministrul turc al justiției
- Suleyman Soylu, ministrul turc la Interne
- Salah Mohammed Tubaigy, șef al Consiliului de anchetă saudit, implicat în asasinarea ziaristului saudit Jamal Khashoggi]]
- Saud al-Qahtani, consilier al bin Mohammed bin Salman, implicat în asasinarea ziaristului saudit Jamal Khashoggi]]
- Mustafa al-Madani, dublura lui Jamal Khashoggi, implicat în asasinarea ziaristului saudit Jamal Khashoggi]]
- Maher Mutrab, diplomat saudit, implicat în asasinarea ziaristului saudit Jamal Khashoggi]]
- Thaer al-Harbi, membru al Saudi Royal Guard, implicat în asasinarea ziaristului saudit Jamal Khashoggi]]
- Mohammed al-Zahrani, membru al Saudi Royal Guard, implicat în asasinarea ziaristului saudit Jamal Khashoggi]]
- Abdulaziz al-Hasawi, Bodyguard of Mohammed bin Salman, implicat în asasinarea ziaristului saudit Jamal Khashoggi]]
- Mohammed al-Otaibi, Saudi Consul-General of Turkey, implicat în asasinarea ziaristului saudit Jamal Khashoggi]]
- Meshal Saad al-Bostani, membru alRoyal Saudi Air Force, implicat în asasinarea ziaristului saudit Jamal Khashoggi]]
- Naif Alrifi, Associate bin Mohammed bin Salman, implicat în asasinarea ziaristului saudit Jamal Khashoggi]]
- Mansour Abahussain, membru al General Intelligence Presidency,implicat în asasinarea ziaristului saudit Jamal Khashoggi]]
- Khalid al-Otaibi, membru al Saudi Royal Guard, implicat în asasinarea ziaristului saudit Jamal Khashoggi]]
- Waleed Alsehri,membru al Royal Saudi Air Force, implicat în asasinarea ziaristului saudit Jamal Khashoggi]]
- Thaar al-Harbi, bodyguard al lui Mohammed bin Salman,implicat în asasinarea ziaristului saudit Jamal Khashoggi]]
- Fahad al-Balawi, membru al Saudi Royal Guard, implicat în asasinarea ziaristului saudit Jamal Khashoggi]]
- Badr al-Otaibi, membru al General Intelligence Presidency, implicat în asasinarea ziaristului saudit Jamal Khashoggi]]
- Saif al-Qahtani, Associate of Mohammed bin Salman, implicat în asasinarea ziaristului saudit Jamal Khashoggi]]
- Turki Alsehri, implicat în asasinarea ziaristului saudit Jamal Khashoggi]]
- Nawfel Akoub, fost guvernator în  Mosul, Iraq
- Ahmed Abdullah al-Jubouri, fost guvernator în Iraq
- Nofal Hammadi al-Sultan, fost guvernator în Iraq
- Rayan al-Kildani, Lider al Mișcării Brigada Babilon
- Waad Qado, Lider al Miliției Shabak
- Kale Kayihura, Fost Inspector General al Poliției din Uganda

## Acțiuni ale guvernului rus
Ca răspuns la adoptarea Legii Magnitsky, guvernul rus a interzis cetățenilor americani adopția de copii ruși, a emis o listă cu oficialii americani cărora li s-a interzis să intre în Rusia și l-a declarat vinovat pe Magnitski .                                                                                                                 În plus, guvernul rus a făcut lobby împotriva legii americane printr-o companie în SUA condusă de Kenneth Duberstein .  
Mai târziu, o avocată rusă, Natalia Veselnițkaia, a fost angajată să facă lobby împotriva Legii Magnitsky din SUA. Ea a stabilit o întâlnire cu Donald Trump Jr., cu care să discute problema . 

### Interzicerea adoptării de către SUA a copiilor ruși
La 19 decembrie 2012, Duma de Stat a votat 400 contra 4 pentru a interzice adopția internațională a copiilor ruși în Statele Unite. Proiectul de lege a fost numit neoficial după Dmitri Iakovlev (Chase Harrison), un copil mic rus care a murit în urma unui atac de căldură în 2008, când tatăl său american adoptiv a uitat că era pe bancheta din spate a SUV-ului său .               În anul următor, 2013, au fost propuse două legi suplimentare: una era să împiedice cetățenii americani să lucreze cu ONG-urile politice din Rusia, iar o a doua lege, în cele din urmă abandonată, care viza interdicția pentru orice străin de a vorbi la televiziunea de stat, dacă discreditează statul. 

### Interzicerea unor oficiali americani în Rusia
Pe 13 aprilie 2013, Rusia a lansat o listă care interzice ca 18 americani să intre în Rusia pentru presupuse încălcări ale drepturilor omului, ca răspuns la lista Magnitsky.. Persoanele interzise din Rusia sunt enumerate mai jos. 
Oficialii americani implicați în legalizarea torturii și detenția sine die a prizonierilor: 
- David Addington, șef de serviciu al vicepreședintelui Dick Cheney (2005-2009)
- John Yoo, procuror general adjunct al SUA în Office of Legal Counsel, Departamentul Justiției (2001-2003)
- Geoffrey D. Miller, general-maior al armatei americane, s-a retras, comandant al grupului de lucru comun Guantanamo (JTF-GTMO), organizația care conduce lagărele de detenție din Golful Guantanamo (2002-2003)
- Jeffrey Harbeson, ofițer naval american, comandant al JTF-GTMO (2010–2012)

Parlamentarii ruși au interzis, de asemenea, mai mulți oficiali americani implicați în urmărirea penală și judecarea contrabandistului cu arme ruse Viktor Bout și a contrabandistului de droguri Konstantin Iaroșenko, ambii fiind închiși în Statele Unite : 
- Jed S. Rakoff, judecător principal al districtului american pentru districtul sudic din New York
- Preet Bharara, fost procuror american al districtului sudic din New York
- Michael J. Garcia, fost procuror american pentru districtul sudic din New York
- Brendan R. McGuire, procuror adjunct al SUA
- Anjan S. Sahni, procuror adjunct al SUA
- Christian R. Everdell, procuror adjunct al SUA
- Jenna Minicucci Dabbs, avocat asistent american
- Christopher L. Lavigne, procuror adjunct al SUA
- Michael Max Rosensaft, procuror adjunct al SUA
- Louis J. Milione, agent special, Administrația americană a aplicării drogurilor (DEA)
- Sam Gaye, agent special principal, DEA din SUA
- Robert F. Zachariasiewicz, agent special, DEA SUA
- Derek S. Odney, agent special, DEA din SUA
- Gregory A. Coleman, agent special, Biroul Federal de Investigații al SUA [31]

## Legi similare Legii Magnitsky în alte țări
Legislație similară cu și inspirată din Legea Magnitsky Global din decembrie 2016 a fost adoptată ulterior în alte țări. 

### Estonia
La 8 decembrie 2016, Estonia a introdus o nouă lege inspirată din Legea Magnitsky, care interzice străinilor condamnați pentru abuzuri în domeniul drepturilor omului să intre în Estonia. Legea, care a fost adoptată în unanimitate în Parlamentul Estoniei, afirmă că dă dreptul Estoniei să nu permită intrarea oamenilor dacă, printre altele, „există informații sau motive temeinice pentru a crede” că au luat parte la activități care au dus la „moartea sau daune grave pentru sănătatea unei persoane ". 

### Regatul Unit
La 21 februarie 2017, Camera Comunelor din Marea Britanie a adoptat în unanimitate un amendament la Proiectul de lege al finanțelor penale, inspirat de Legea Magnitsky, care ar permite guvernului să înghețe bunurile violatorilor internaționali ai drepturilor omului din Marea Britanie. La 1 mai 2018, Camera Comunelor din Marea Britanie, fără opoziție, a adăugat „amendamentul lui Magnitsky” la Legea pentru sancțiuni și combaterea spălării banilor care ar permite guvernului britanic să impună sancțiuni persoanelor care comit încălcări grave ale drepturilor omului. 

### Canada
În mai 2017, Ministerul Afacerilor Externe al Rusiei a avertizat Canada că noua sa lege anticipată, cunoscută sub numele de „Justiția pentru victimele corupților cu funcționarii externi” (legea lui Serghei Magnitsky), a fost un „pas flagrant de neprietenos” și că „în cazul în care Parlamentul canadian aprobă această legislație privind sancțiunile, relațiile dintre țările noastre, care se confruntă deja cu momente dificile, vor suferi pagube semnificative ".                                               De asemenea, CBC News din Canada a raportat că Rusia l-a plasat pe ministrul de externe al Canadei, Chrystia Freeland, și pe alți doisprezece politicieni și activiști canadieni pe o „listă neagră” a Kremlinului și le-a interzis să intre în „Rusia din cauza criticilor lor asupra acțiunilor rusești din Ucraina și a anexării Crimeei " . 
La 19 octombrie 2017, Parlamentul canadian a aprobat proiectul de lege  după un vot unanim în Camera Comunelor Canadei, cu 277 pentru și niciunul împotrivă. Președintele Rusiei, Vladimir Putin, a acuzat Canada de „jocuri politice” în legătură cu noua sa lege Magnitsky. 
Legea Magnitsky a Canadei a vizat, de asemenea, 19 oficiali venezueleni și 3 sud-sudaniști, împreună cu cele 30 de persoane ruse inițiale aflate sub sancțiuni. 

### Lituania
Pe 9 noiembrie 2017, Parlamentul Lituaniei a aprobat pentru dezbatere modificările aduse legii, cu 78 de voturi pentru, un vot împotrivă și cinci abțineri. În cele din urmă, la 16 noiembrie 2017 (a 8-a aniversare a morții lui Serghei Magnitsky), Parlamentul Lituaniei a adoptat legea în unanimitate. 

### Letonia
Pe 8 februarie 2018, Parlamentul Letoniei (Saeima) a acceptat atașarea la legea sancțiunilor, inspirată de cazul Serghei Magnitsky, interzicerea intrării în țară a străinilor considerați vinovați de abuzuri asupra drepturilor omului. 

### Țări în timpul legislației
Uniunea Europeană
Parlamentul UE a adoptat o rezoluție în martie 2019 pentru a îndemna UE și cele 28 de state membre să legifereze în mod similar cu Legea Magnitsky. 
Australia
Se examinează Proiectul de lege Magnitsky în 2017.      
În decembrie 2018, apare un nou proiect de lege revizuit în parlament, intitulat „Proiectul de lege internațional pentru drepturile omului și corupția (Magnitsky Sanctions) 2018” 
Ucraina
Proiect de lege în decembrie 2017. 
- Sancțiuni internaționale în timpul crizei ucrainene